# Тойпин
Тойпин (пол. Tojpin) — польский дворянский герб.

## Описание
На середине Абданка, положенного в голубом поле, стоит пятиконечный крест.
Щит увенчан дворянскими шлемом и короной. Нашлемник: выходящая рука в латах с мечом. Намет на щите голубой, подложенный серебром.

## Герб используют
Осип-Исидор-Антон Топинский, г. Тойпин, жалован 12.05.1842 дипломом на потомственное дворянское достоинство Царства Польского.